# The Cheetah Girls: One World
The Cheetah Girls: One World (prt: The Cheetah Girls: Um Mundo; bra: As Feras da Música: Um Mundo) é o terceiro filme do Disney Channel Original Movie The Cheetah Girls, e que desta vez segue sem a atriz e cantora Raven-Symoné.
É estrelado pelas atrizes e cantoras Adrienne Bailon, Sabrina Bryan e Kiely Williams.

## Sinopse
As Cheetah Girls são convidadas para estrelar um luxuoso musical em Bollywood, na Índia, porém, cabe ao diretor, Vikram (Michael Steger), escolher entre Chanel (Adrienne Bailon), Dorinda (Sabrina Bryan) e Aqua (Kiely Williams) a estrela do filme, já que pode ser apenas uma, e a melhor de todas elas. Vendo isso, a amizade delas fica abalada, por terem que competir umas com as outras.

## Elenco
- Adrienne Bailon como Chanel Simmons
- Sabrina Bryan como Dorinda Thomas
- Kiely Williams como Aqua Walker
- Michael Steger como Vikram "Vik" Bhatia
- Kunal Sharma como Amar "Kevin 3-4-7"

## Personagens
Chanel Simmons (Adrienne Bailon)
Elegante. Chique. Magnífica. Chanel é uma cantora maravilhosa. Ela está orgulhosa das suas raízes Hispânicas e fala fluentemente Inglês e Espanhol. Na sua primeira viagem à Índia, Chanel absorve a fascinante cultura tal como as suas melhores amigas Cheetah e os novos amigos indianos.
Dorinda Thomas (Sabrina Bryan)
Encantadora. Querida. Divina. Dorinda é uma dançarina deslumbrante que arrasa no hip-hop. Ela vem de uma família de acolhimento, e as Cheetah Girls são a sua família. Dorinda funde o hip-hop e movimentos indianos para transformar o seu espectáculo ao verdadeiro estilo de Bollywood!
Aquanette "Aqua" Walker (Kiely Williams)
Esperta. Precisa. Sensacional. Aqua é a marrona do grupo. Mas esta Texana também tem veia de artista! Qual é o desejo secreto de Aqua e tornar-se-á realidade sobre as mágicas estrelas Indianas?
Vikram "Vik" Bhatia (Michael Steger)
As gravações escolares terminaram e o jovem está pronto para gravar o seu primeiro musical em Bollywood. Agora se ao menos ele pudesse controlar o drama, o suspense e o romance na sua própria vida.
Rahim Khan (Rupak Ginn)
Quando o bonito Rahim está em casa os fãs aos gritos nunca estão longe. Mas quem será a protagonista da vida real desta estrela de Bollywood?
Gita (Deepti Daryanani)
A linda Gita é mais do que uma coreógrafa maravilhosa; ela mantém as garotas na linha para a Cheetah-liciosa aventura em Bollywood, é apaixonada por Rahim.
Amar (Kunal Sharma)
"Um Mundo" torna-se um mundo muito pequeno quando o misterioso Amar conhece as Cheetah Girls. Irá o seu segredo resgatar o seu filme ou acabar com a amizade delas?

## Trilha sonora
- Cheetah Love - The Cheetah Girls
- Dig A Little Deeper - The Cheetah Girls
- Crazy On The Dance Floor - Sabrina Bryan
- Dance Me If You Can - The Cheetah Girls e 'Gita'
- Fly Away - The Cheetah Girls
- What If - Adrienne Bailon
- Feels Like Love - The Cheetah Girls, 'Gita', 'Vikram', 'Amar' e 'Rahim'
- Stand Up - Adrienne Bailon
- Circle Game - Kiely Williams
- I'm The One - The Cheetah Girls, 'Vikram', 'Amar' e 'Rahim'
- No Place Like Us - The Cheetah Girls
- One World - The Cheetah Girls, 'Gita' e 'Rahim'